# Hipolit Świderski

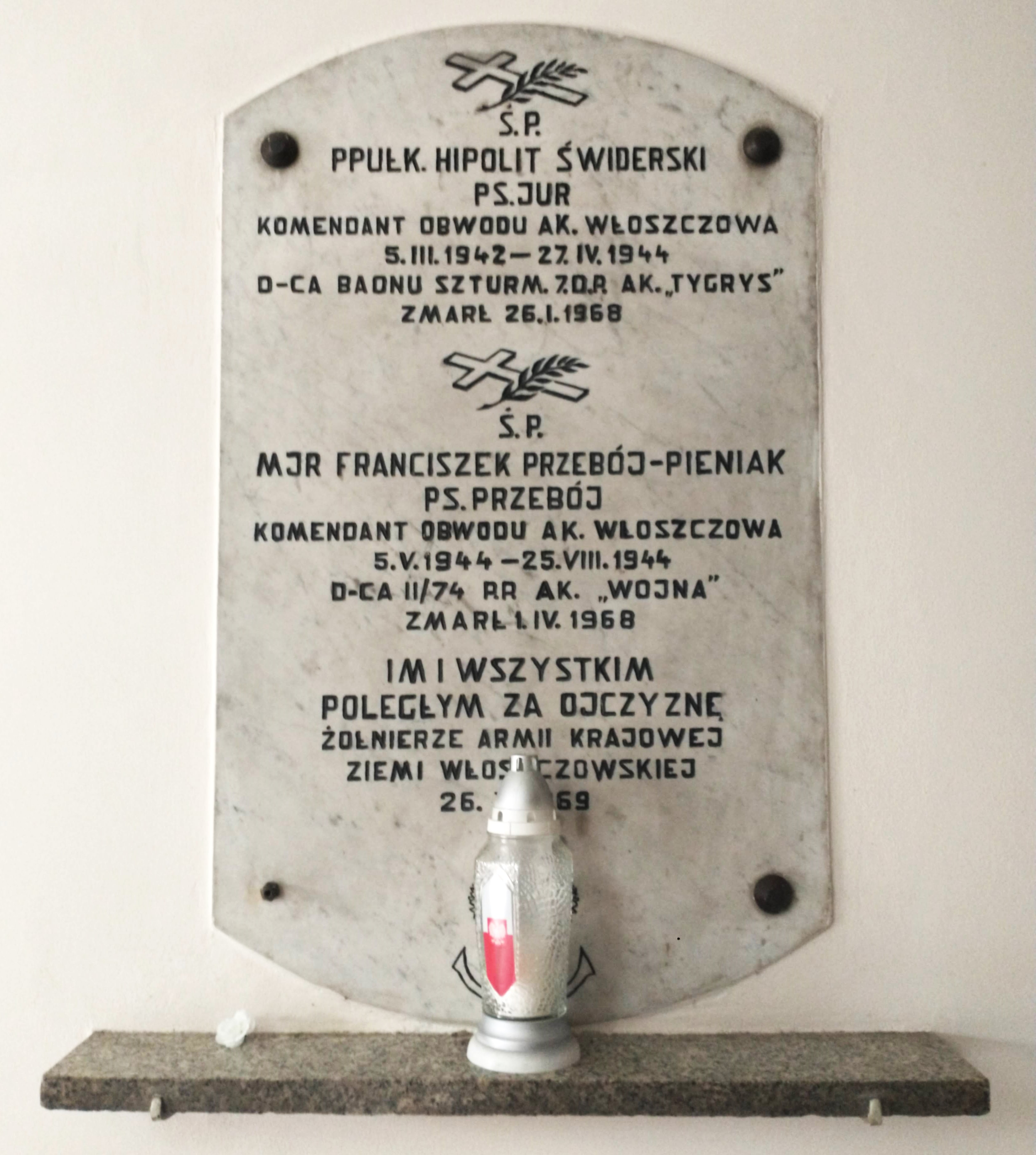
Tablica pamiątkowa w kościele Wniebowzięcia NMP we Włoszczowie

Hipolit Świderski (pseud. Jur, Szary, ur. 27 października 1903, zm. 26 stycznia 1968) – polski wojskowy, kapitan Armii Krajowej, komendant Obwodu AK "Włoszczowa". 

## Życiorys
5 marca 1942 objął funkcję komendanta Obwodu Armii Krajowej "Włoszczowa". Oficjalnie znalazł pracę u nadleśniczego Franciszka Kaczmarka "Krogulca". Pełnił funkcję strażnika łowieckiego w prywatnych lasach majątku Nieznanowice. Za jego dowództwa wprowadzono szereg zmian w sztabie obwodu (m.in. zmieniono kryptonim „Wapno” na „Kaktus”). Utworzył tez wzorem innych obwodów strukturę pośrednią w postaci rejonów. W czasie akcji "Burza" dowodził batalionem Mieczysława Tarchalskiego, który wszedł w skład 7. Dywizji Piechoty AK. Do 30 września 1944 był dowódcą 74. Pułku AK.